# Perle des Jardins
'Perle des Jardins' est un cultivar de rosier obtenu en 1874 par le fameux rosiériste lyonnais Antoine Levet. Le succès de cette rose thé ne se dément pas depuis plus d'un siècle. Elle était fort appréciée à la Belle Époque pour la fleur à couper.

## Description
Cette rose thé est un grand succès de Levet, jamais démenti, présentant de belles fleurs jaune paille au cœur légèrement orangé. Elles exhalent un parfum de thé prononcé et fleurissent plutôt en solitaire formant de grandes coupes globulaires. La floraison est remontante.
Son buisson érigé dépasse les 100 cm. Sa zone de rusticité est de 7b à 10b. Elle craint les hivers trop rigoureux.
'Perle des Jardins' est issu d'un semis de 'Madame Falcot' (Guillot, 1858).

## Descendance
- Une forme grimpante ('Perle des Jardins Climbing') a été découverte par John Henderson en 1890.
- 'Gardenia' (Manda, 1899) grimpant issu d'un croisement avec Rosa wichuraiana[3]
- 'Thermidor' (Corbœuf, 1909)[4], issu d'un croisement avec 'Crimson Rambler' (Turner, 1893)
- 'Prosperity' (révérend Pemberton, 1919), issu d'un croisement avec 'Marie-Jeanne' (Turbat, 1913)
- 'Kathleen' (révérend Pemberton, 1922)[5], issu d'un croisement avec 'Daphne' (révérend Pemberton, 1912)